# Montcornet (Aisne)
Montcornet es una comuna francesa situada en el departamento de Aisne, de la región de Alta Francia.

## Geografía
Está ubicada a 30 km al noreste de Laon.

## Demografía
| 1439 | 1486 | 1623 | 1781 | 1755 | 1690 | 1507 | 1384 |
| Para los censos de 1962 a 1999 la población legal corresponde a la población sin duplicidades (Fuente: INSEE [Consultar]) |      |      |      |      |      |      |      |